# San Miguel Canoa
San Miguel Canoa är en ort i Mexiko.   Den ligger i kommunen Puebla och delstaten Puebla, i den sydöstra delen av landet, 110 km öster om huvudstaden Mexico City. San Miguel Canoa ligger 2 596 meter över havet och antalet invånare är 14 863.
Terrängen runt San Miguel Canoa är huvudsakligen kuperad, men åt nordost är den bergig. Runt San Miguel Canoa är det mycket tätbefolkat, med 2 181 invånare per kvadratkilometer. Närmaste större samhälle är Puebla de Zaragoza, 16,5 km sydväst om San Miguel Canoa. I omgivningarna runt San Miguel Canoa växer huvudsakligen savannskog.